# Dorotea di Danimarca (1546-1617)
Dorothea di Danimarca (Kolding, 29 agosto 1546 – Winsen, 16 gennaio 1617) è stata una principessa danese e duchessa consorte di Brunswick-Lüneburg.

## Biografia
Era figlia di Cristiano III di Danimarca, re di Danimarca, Norvegia e Svezia, e di sua moglie, Dorotea di Sassonia-Lauenburg, figlia di Magnus I di Sassonia-Lauenburg.

### Matrimonio
Sposò il 12 ottobre 1561, Guglielmo di Brunswick-Lüneburg, figlio del duca Ernesto il Confessore. Al suo arrivo, Dorotea portò con sé dalla Danimarca una carrozza nuziale placcata in oro, che venne utilizzata nuovamente per il matrimonio di sua figlia Sofia nel 1599 e che, attualmente, fa parte delle collezioni d'arte della Fortezza di Coburgo.
La coppia si occupò personalmente dell'educazione dei figli nello spirito del luteranesimo, cosa insolita anche per le famiglie principesche dell'epoca.
Dall'autunno del 1577, il duca Guglielmo manifestò i primi disturbi di malattia mentale, che inizialmente migliorarono, ma si ripresentarono nel 1582. La duchessa Dorotea chiese consiglio a parenti e medici, ma nessuno poté effettivamente aiutarla. Discusse con gli alti funzionari del ducato per la sua richiesta che il Duca fosse rinchiuso per la sua sicurezza e quella della famiglia. Alla fine dovette intervenire anche l'imperatore Rodolfo II che inviò una commissione imperiale, la quale raccomandò una custodia rigorosa. Fortunatamente i problemi psicologici scomparvero per diversi anni, ma nel 1587 ricominciarono. Il duca Guglielmo non fu più in grado di svolgere le sue funzioni e fu posto agli arresti domiciliari nella sua residenza di Celle. Poiché i figli erano ancora minorenni, il governatore e i consiglieri assunsero l'amministrazione del Principato di Lüneburg Il margravio Giorgio Federico di Brandeburgo, sposato con la figlia maggiore di Dorotea, Sofia, fu nominato reggente. Tuttavia, la supervisione effettiva dell'amministrazione statale fu affidata a Dorotea, che dovette effettivamente assumere i compiti del duca.
Dorotea trascorse il tempo con i suoi figli principalmente nel monastero di Medingen, che era stato convertito in monastero femminile, e nel suo castello di Wittum, a Winsen. Nonostante le misure di austerità della duchessa, il principato si trovò in difficoltà economiche a causa della doppia gestione della corte.

### Vedovanza
Nel 1592 morì il duca Guglielmo e il figlio maggiore, Ernesto, assunse il governo. Dorotea poté ritirarsi a Winsen, dove fece dipingere la cappella del castello di Winsen secondo il programma teologico dell'ortodossia luterana. Secondo Schulz, Dorotea fu testimone dei trenta roghi pubblici di streghe davanti alla “Porta di Luhdorf” tra il 1611 e il 1614. Delle sue otto figlie, solo quattro si sposarono, tre vivevano con la madre a Winsen, alcuni dei figli vivevano a Celle presso la corte o a Winsen.

### Morte
Dorotea si ammalò nel 1616 e morì il 6 gennaio 1617, all'età di 71 anni. La salma è stata trasportata a Celle. La sepoltura avvenne solo il 16 febbraio nella cripta ducale sotto il coro della chiesa cittadina di Santa Maria di Celle.

## Discendenza
Dorotea e Guglielmo ebbero quindici figli:
- Sofia (Celle, 30 ottobre 1563-Norimberga, 14 gennaio 1639), sposa di Giorgio Federico di Brandeburgo-Ansbach;
- Ernesto (31 dicembre 1564-Celle, 2 marzo 1611), duca di Brunswick-Lüneburg;
- Elisabetta (19 novembre 1565-Coburgo, 17 luglio 1621), sposò Federico di Hohenlohe-Langenburg;
- Cristiano (19 novembre 1566-Celle, 8 novembre 1633), duca di Brunswick-Lüneburg e vescovo di Minden;
- Augusto (18 novembre 1568-Celle, 1º ottobre 1636), duca di Brunswick-Lüneburg e vescovo di Lubecca;
- Dorotea (1º gennaio 1570-Birkenfeld, 15 agosto 1649), sposa del conte palatino Carlo di Birkenfeld;
- Clara (Celle, 16 gennaio 1571-Heringen, 18 luglio 1658), sposa di Guglielmo di Schwarzburg-Frankenhausen;
- Anna Ursula (Celle, 22 marzo 1572-Kirchberg, 5 febbraio 1601);
- Margherita (Celle, 6 aprile 1573-Celle, 7 agosto 1643), sposa di Giovanni Casimiro di Sassonia-Coburgo;
- Federico (Celle, 28 agosto 1574-Celle, 10 dicembre 1648);
- Maria (21 ottobre 1575-Darmstadt, 8 agosto 1610);
- Magnus (Celle, 30 agosto 1577-Celle, 10 febbraio 1632), canonico a Braunschweig;
- Giorgio (Celle, 17 febbraio 1582-Wolfenbüttel, 12 aprile 1641), duca di Braunschweig-Lüneburg;
- Giovanni (Medingen, 23 giugno 1583-Celle, 27 novembre 1628), canonico a Minden;
- Sibilla (Medingen, 3 giugno 1584-Heringen, 5 agosto 1652), sposa di Giulio Ernesto di Brunswick-Dannenberg.

## Ascendenza
|                                   |                                  |                                    | Genitori                           |  |  | Nonni |  |  | Bisnonni                 |  |  | Trisnonni             |  |
|                                   |                                  |                                    |                                    |  |  |       |  |  | Cristiano I di Danimarca |  |  | Dietrich di Oldenburg |  |
|                                   |                                  |                                    |                                    |  |  |       |  |  | Cristiano I di Danimarca |  |  | Dietrich di Oldenburg |  |
|                                   |                                  | Edvige di Schauenburg              |                                    |  |  |       |  |  | Cristiano I di Danimarca |  |  |                       |  |
| Federico I di Danimarca           |                                  |                                    |                                    |  |  |       |  |  | Cristiano I di Danimarca |  |  |                       |  |
|                                   |                                  | Dorotea di Brandeburgo             | Giovanni l'Alchimista              |  |  |       |  |  |                          |  |  |                       |  |
|                                   |                                  | Dorotea di Brandeburgo             | Giovanni l'Alchimista              |  |  |       |  |  |                          |  |  |                       |  |
|                                   |                                  | Dorotea di Brandeburgo             | Barbara di Sassonia-Wittenberg     |  |  |       |  |  |                          |  |  |                       |  |
| Cristiano III di Danimarca        |                                  | Dorotea di Brandeburgo             |                                    |  |  |       |  |  |                          |  |  |                       |  |
|                                   |                                  | Giovanni I di Brandeburgo          | Alberto III di Brandeburgo         |  |  |       |  |  |                          |  |  |                       |  |
|                                   |                                  | Giovanni I di Brandeburgo          | Alberto III di Brandeburgo         |  |  |       |  |  |                          |  |  |                       |  |
|                                   |                                  | Giovanni I di Brandeburgo          | Margherita di Baden                |  |  |       |  |  |                          |  |  |                       |  |
| Anna del Brandeburgo              |                                  | Giovanni I di Brandeburgo          |                                    |  |  |       |  |  |                          |  |  |                       |  |
|                                   |                                  | Margherita di Sassonia             | Guglielmo III di Sassonia          |  |  |       |  |  |                          |  |  |                       |  |
|                                   |                                  | Margherita di Sassonia             | Guglielmo III di Sassonia          |  |  |       |  |  |                          |  |  |                       |  |
|                                   |                                  | Margherita di Sassonia             | Anna d'Asburgo                     |  |  |       |  |  |                          |  |  |                       |  |
| Dorotea di Danimarca              |                                  | Margherita di Sassonia             |                                    |  |  |       |  |  |                          |  |  |                       |  |
|                                   | Giovanni V di Sassonia-Lauenburg | Bernardo III di Sassonia-Lauenburg |                                    |  |  |       |  |  |                          |  |  |                       |  |
|                                   | Giovanni V di Sassonia-Lauenburg | Bernardo III di Sassonia-Lauenburg |                                    |  |  |       |  |  |                          |  |  |                       |  |
|                                   | Giovanni V di Sassonia-Lauenburg | Adelaide di Pomerania-Stolp        |                                    |  |  |       |  |  |                          |  |  |                       |  |
| Magnus I di Sassonia-Lauenburg    | Giovanni V di Sassonia-Lauenburg |                                    |                                    |  |  |       |  |  |                          |  |  |                       |  |
|                                   |                                  | Dorotea di Hohenzollern            | Federico II di Brandeburgo         |  |  |       |  |  |                          |  |  |                       |  |
|                                   |                                  | Dorotea di Hohenzollern            | Federico II di Brandeburgo         |  |  |       |  |  |                          |  |  |                       |  |
|                                   |                                  | Dorotea di Hohenzollern            | Caterina di Sassonia               |  |  |       |  |  |                          |  |  |                       |  |
| Dorotea di Sassonia-Lauenburg     |                                  | Dorotea di Hohenzollern            |                                    |  |  |       |  |  |                          |  |  |                       |  |
|                                   |                                  | Enrico IV di Brunswick-Lüneburg    | Guglielmo IV di Brunswick-Lüneburg |  |  |       |  |  |                          |  |  |                       |  |
|                                   |                                  | Enrico IV di Brunswick-Lüneburg    | Guglielmo IV di Brunswick-Lüneburg |  |  |       |  |  |                          |  |  |                       |  |
|                                   |                                  | Enrico IV di Brunswick-Lüneburg    | Elisabetta di Stolberg-Wernigerode |  |  |       |  |  |                          |  |  |                       |  |
| Caterina di Braunschweig-Lüneburg |                                  | Enrico IV di Brunswick-Lüneburg    |                                    |  |  |       |  |  |                          |  |  |                       |  |
|                                   |                                  | Caterina di Pomerania-Wolgast      | Eric II di Pomerania-Wolgast       |  |  |       |  |  |                          |  |  |                       |  |
|                                   |                                  | Caterina di Pomerania-Wolgast      | Eric II di Pomerania-Wolgast       |  |  |       |  |  |                          |  |  |                       |  |
|                                   |                                  | Caterina di Pomerania-Wolgast      | Sofia di Pomerania-Stolp           |  |  |       |  |  |                          |  |  |                       |  |
|                                   |                                  | Caterina di Pomerania-Wolgast      |                                    |  |  |       |  |  |                          |  |  |                       |  |